# Sharrum-iter
Sharrum-iter (fl. XXV secolo a.C.) è stato il sesto re della città di Mari, importante snodo commerciale fra la Mesopotamia e l'Asia minore.
Sharrum-iter fu il sesto ed ultimo sovrano della prima dinastia di Mari, l'unico re di Mari a governare su Sumer. In seguito alla sconfitta di suo padre per mano degli Eblaiti, Sharrum-iter divenne re di Mari proprio mentre veniva invasa dell'esercito di Adab. Dopo aver respinto l'invasore, Sharrumi-ter divenne per breve tempo il sovrano di Sumer, fino a quando Mari non fu sconfitta ed invasa dalla città di Kish.